# Requínoa
Requínoa ist eine Stadt und Gemeinde in der Provinz Cachapoal in der Región del Libertador General Bernardo O’Higgins in Chile. Bei der Volkszählung im Jahr 2017 hatte sie 27.968 Einwohner. Die Gemeinde erstreckt sich über eine Fläche von 673,3 km².

## Geschichte
Ausgrabungen der Cauquenes-Hazienda in der Gemeinde Requínoa brachten Schädel, durchbohrte Steine, Steinmörser, Tonwerkzeuge, Keramiktöpfe, Teller und Ähnliches hervor.
Der Bahnhof Requínoa wurde Ende des 19. Jahrhunderts gegründet. Die Gemeinde Requínoa wurde am 6. Mai 1894 durch ein Dekret von Präsident Manuel Montt gegründet.

## Bevölkerung
Laut der Volkszählung des Nationalen Statistikinstituts von 2002 hatte Requínoa 22.161 Einwohner (11.378 Männer und 10.783 Frauen). Von diesen lebten 11.167 (50,4 %) in städtischen Gebieten und 10.994 (49,6 %) in ländlichen Gebieten. Die Bevölkerung wuchs zwischen den Volkszählungen von 1992 und 2002 um 14 % (2729 Personen). Im Jahr 2017 zählte man 27.968 Personen.

## Persönlichkeiten
- Ángel Rojas (* 1997), Fußballspieler